# Pseudagrion igniceps
Pseudagrion igniceps – gatunek ważki z rodziny łątkowatych (Coenagrionidae).